# Adrian Stanilewicz
Adrian Stanilewicz (Solingen, 22 de febrero de 2000) es un futbolista alemán, nacionalizado polaco, que juega en la demarcación de centrocampista para el Fortuna Colonia de la Regionalliga West.

## Biografía
Tras formarse como futbolista en el Bayer 04 Leverkusen, finalmente en 2018 subió al primer equipo e hizo su debut como futbolista profesional. Fue el 13 de diciembre de 2018 en un encuentro de la Liga Europa de la UEFA contra el AEK Larnaca, partido en el que jugó tras sustituir a Lucas Alario en el minuto 88.
El 7 de agosto de 2020 se hizo oficial su fichaje por el SV Darmstadt 98, aunque se incorporaría a su nuevo equipo una vez que el Bayer 04 Leverkusen terminara su participación en la Liga Europa de la UEFA. Allí permaneció durante dos años y en septiembre de 2022, siendo entonces agente libre, se unió al Fortuna Colonia.

## Clubes
| Club                | País     | Año       | Partidos | Goles |
| ------------------- | -------- | --------- | -------- | ----- |
| Bayer 04 Leverkusen | Alemania | 2018-2020 | 2        | 0     |
| SV Darmstadt 98     | Alemania | 2020-2022 | 11       | 0     |
| Fortuna Colonia     | Alemania | 2022-     | 57       | 3     |